# ノー・サプライゼズ
「ノー・サプライゼズ」（英語: No Surprises）は、イギリスのロックバンド、レディオヘッドの楽曲。

## 概要
彼らの3rdアルバム『OK コンピューター』に収録されており、そのサードシングル。日本限定EP『No Surprises - Running From Demons』のリードトラックでもある。Mojo誌のキース・オールディンのレビューでの評は「毒のあるアルバムの中の、一番毒のある清涼剤」。
イギリスのシングルチャートでは最高位4位を記録。
この曲をツアーの楽屋でトムがメンバーにアコースティックギターで初披露した際、トムが「コリンが狂っちまった」というほど絶賛され、すぐにそのツアー中に"No Surprises Please"というタイトルで簡素にドラムとベースを肉付けして演奏された。キャンド・アプローズでのセッションでは一番初めにレコーディングされた曲だが、試行錯誤を繰り返すうちに50回以上録り直すほど難航。結局はボーカルを含めたほとんどのパートで最初のテイクが使用された。
PVはグラント・ジーが監督を務めている。透明な球の中にトムの顔が映り、歌詞が流れながら徐々に水がせり上がってくるというもので、インパクトは相当強い。グラントによれば歌詞の多幸感と恐怖のイメージに合うようなものにしたという。

## サウンドプロダクション・歌詞
ジョニーの弾く鉄琴とエドの弾くアルペジオのユニゾンが美しいバラード。全体としてヴェルヴェット・アンダーグラウンドの「日曜の朝」風の雰囲気があるが、エドは「最初に僕らが目指したのはむしろマーヴィン・ゲイのような音楽性だった」（Bigread）とコメントしている。
ちなみに完成前ライブで披露されたものは寂れた男女関係を歌っており、サビの部分以外は今と全く違った歌詞だった。

## チャート
| チャート（1998年）               | 最高順位 |
| -------------------------------- | -------- |
| イギリス（全英シングルチャート） | 4        |